# Pseudocrangonyx coreanus
Pseudocrangonyx coreanus is een vlokreeftensoort uit de familie van de Pseudocrangonyctidae. De wetenschappelijke naam van de soort is voor het eerst geldig gepubliceerd in 1966 door Uéno.